# Афіксація
Афікса́ція — спосіб словотвору, за допомогою якого утворюються нові слова шляхом приєднання словотвірних афіксів, тобто префіксів та суфіксів, до основ різних частин мови.
Афіксація є найпоширенішим в українській мові способом словотворення.

## Різновиди
Залежно від використаних афіксів вирізняють такі різновиди афіксації: 
- інтерфіксація (вугледобування, Цілиноград)
- конфіксація (узлісøся, чорноморський)
- постфіксація (згадай-бо, скажи-но, триматися)
- префіксація (зайти, надлюдина, якнайкращий)
- суфіксація (головач, реєструвати, туманний)
- флексійний спосіб (раба).[1]